# Avenal, Kalifornija
Avenal je grad u američkoj saveznoj državi Kalifornija. Prema popisu stanovništva iz 2010. u njemu je živjelo 15,505 stanovnika.